# Onni Okkonen

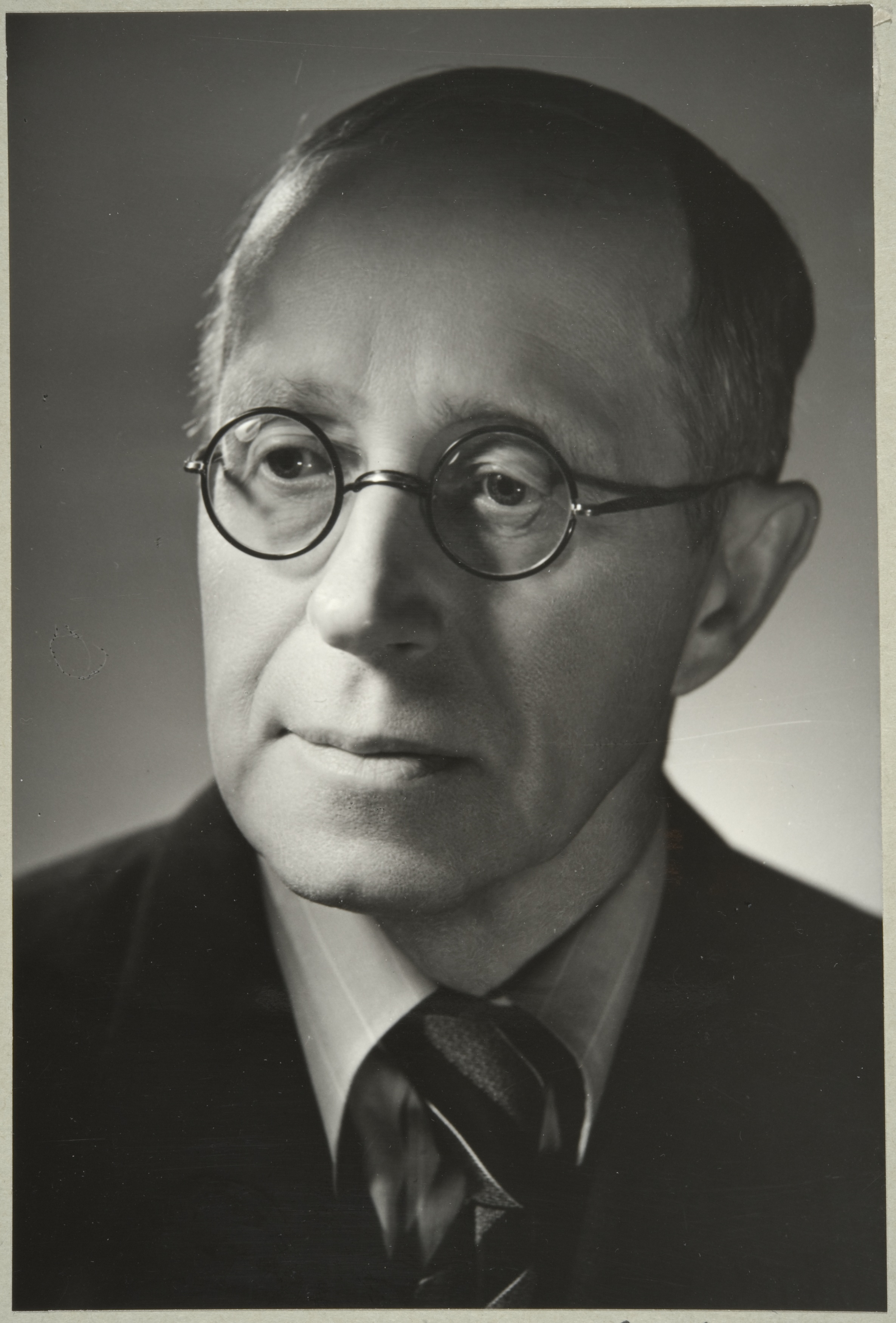
Onni Okkonen på 1930-talet.

Onni Okkonen, född 20 augusti 1886 i Korpiselkä, död 18 maj 1962 i Helsingfors, var en finländsk forskare, professor och konstkritiker. 

## Biografi
Okkonen var professor i konsthistoria vid Helsingfors  universitet mellan 1927 och 1948. Hans studier omfattade främst italiensk renässanskonst. Sitt eget lands konst behandlade han dels i översikter som Finsk konst (1944), dels i monografier över bland andra Wäinö Aaltonen (1926 och 1944) och Akseli Gallen-Kallela (1948). Han framträdde därtill som skönlitterär författare och målare och var i ett kvarts sekel konstkritiker vid Uusi Suomi.
Han var ordförande i Kalevalasällskapet 1937–1942 och invaldes i Finlands Akademi 1948. 
Han är begravd på Sandudds begravningsplats i Helsingfors.

## Utmärkelser
- Kommendör av Italienska kronorden,  1929[4]
- Kommendörstecknet av Finlands Vita Ros’ orden,  1935[4]
- Kommendörstecknet av I klass av Finlands Lejons orden,  1949[4]
- Storkorset av Finlands Lejons orden,  1956[4]
- Storofficer av Solidaritetens stjärnorden[4]
- Kommendör av 1. klass av Nordstjärneorden[4]

[Redigera Wikidata]